# Magyar királyi honvédség (1922-1945)
Il Regio esercito ungherese (in lingua ungherese: Magyar királyi honvédség) nacque con l'indipendenza dell'Ungheria alla fine della prima guerra mondiale.

## Storia

La bandiera del "Regio esercito ungherese“ k.u. Honvéd)

Durante la rivoluzione del 1848 le truppe ungheresi avevano assunto la denominazione di honvédség ("guardia nazionale"). Il nome fu ripreso dopo il compromesso del 1867 (Ausgleich) per designare una componente dell'Imperial regio Esercito austro-ungarico che rappresentava una forza territoriale e al tempo stesso una componente di riserva e divenne quindi il nome delle forze armate ungheresi solamente al termine della Prima guerra mondiale.
Il primo tentativo di creare una forza armata magiara fu avviato alla fine di maggio, quando il primo ministro Lajos Batthyány istituì alcuni battaglioni di fanteria per organizzare la difesa contro le forze austriache e russe. Il nome venne ripreso dopo il Compromesso del 1867 (Ausgleich). La permanenza era di due anni e vi erano ammessi gli uomini provenienti dalla riserva di reclutamento, ma ricevevano anche un contingente annuo, rappresentato dagli esuberi all'aliquota incorporata nell'esercito attivo. Comprendeva quindi dei vecchi soldati reclutati dal contingente annuo che dovevano fare due anni di ferma. Nel 1869 furono rischierati i primi reparti honvéd e nel corso della prima guerra mondiale numerosi reggimenti furono impiegati sul fronte russo e lungo l'Isonzo.

## Dal 1919 al 1945

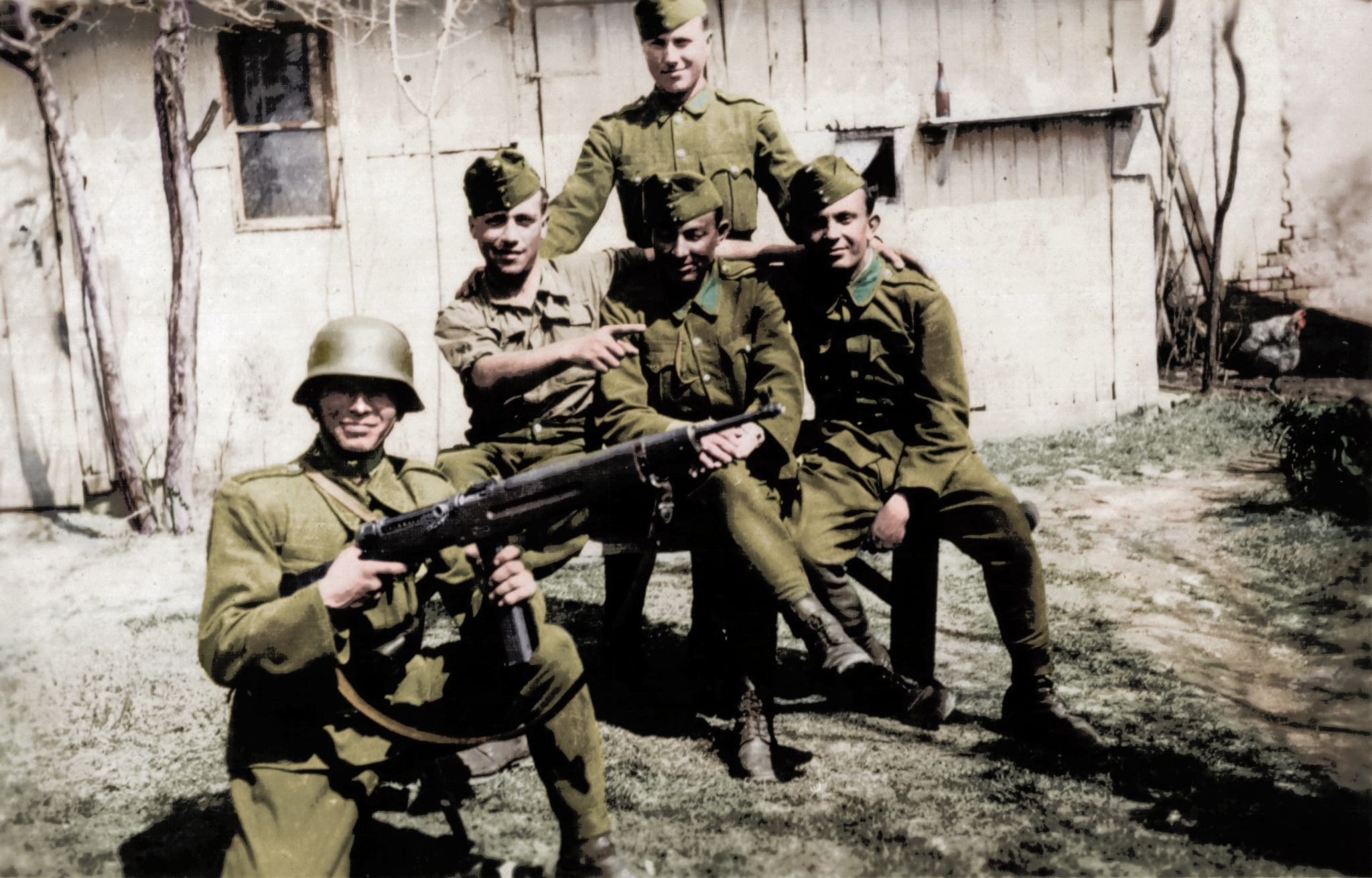
Soldati ungheresi nei Carpazi nel 1944

Al termine del conflitto e dopo la breve parentesi della Repubblica dei Consigli, il trattato di pace del Trianon impose tra le altre cose anche una severa limitazione delle forze armate ungheresi, ridotte ad un massimo di 35.000 unità, adatte solamente a mantenere l'ordine pubblico e prive di armamento pesante. La politica revisionista dell'Ungheria nel periodo interbellico portò ad un progressivo allineamento del paese all'Italia fascista e alla Germania nazionalsocialista, permettendo il riarmo della honvédség e il suo coinvolgimento nell'invasione della Jugoslavia dell'aprile 1941 e successivamente nell'invasione dell'Unione Sovietica. A partire dal 27 giugno 1941 il VII Corpo d'armata e quello Celere, costituenti il Gruppo dei Carpazi, furono impegnati al fianco dei tedeschi in Ucraina dove operarono fino alla sosta invernale. Nel corso del 1942 l'Ungheria schierò sul fronte orientale la 2ª Armata (corpi III, IV, VII e 1ª Divisione corazzata) al comando del generale Gusztáv Jany, inserita nel Gruppo Armate B del feldmaresciallo von Bock. Ai primi di luglio le truppe ungheresi sono schierate presso Voronež sul Don al fianco dell'8ª Armata italiana dove combattono fino al mese di gennaio, subendo la controffensiva sovietica che provoca la quasi definitiva distruzione dell'armata magiara, travolta e costretta alla ritirata. La honvédség continua la sua azione nei mesi successivi del conflitto, combattendo nei Carpazi e contrastando l'avanzata dell'Armata Rossa fino alla resa.